# Tomasz Gudzowaty
Tomasz Borys Gudzowaty (ur. 19 września 1971 w Warszawie) – polski fotografik, kilkakrotny laureat międzynarodowych nagród World Press Photo.

## Życiorys
Jest absolwentem Wydziału Prawa i Administracji Uniwersytetu Warszawskiego. Jest członkiem Związku Polskich Artystów Fotografików oraz Polskiej Agencji Prasowej i European Press Agency. Reprezentują artystę agencje Yours Photography i Focus Fotoagentur. Robił zdjęcia m.in. afrykańskich zwierząt, sportowców z niepełnosprawnością, mnichów z klasztoru Szaolin, fotografował też budowle. Kilka razy został laureatem nagrody fotograficznej World Press Photo.
Po fotografie T. Gudzowatego sięgnęła Poczta Polska w wydanej w 2009 r. czteroznaczkowej serii „Zwierzęta Afryki”, przedstawiające cztery gatunki zwierząt afrykańskich: gepardy, zebry, antylopy gnu i słonie.

Zasiadał także w radzie nadzorczej Banku Współpracy Europejskiej, którego właścicielem był Bartimpex, firma jego ojca, Aleksandra Gudzowatego.
Tomasz Gudzowaty jest członkiem kilku organizacji zawodowych, takich jak International Sports Press Association (AIPS) i Związek Polskich Artystów Fotografików.
W 2018 roku uzyskał tytuł doktora sztuki w dziedzinie filmu, fotografii i mediów w Szkole Filmowej im. Krzysztofa Kieślowskiego Uniwersytetu Śląskiego w Katowicach. W lutym 2025 roku został mianowany profesorem zwyczajnym w dziedzinie sztuki.

## Publikacje książkowe
- 'Following wild trails'. Warszawa : Yours Photography, 2004. ISBN 978-8-3894-3815-7
- 'Of eagle and man'. Warszawa : Yours Photography. ISBN 978-8-3894-3820-1
- 'Paradise crossing', Warszawa : Yours Photography, 2004. ISBN 978-8-38943-825-6
- 'Wide wild world', Warszawa : Yours Photography, 2004. ISBN 978-83-89438-10-2
- 'Shipwreckers', Warszawa : Yours Photography, 2005
- 'Keiko', Ostfildern : Hatje Cantz, 2012. ISBN 978-3-7757-3521-6
- 'Beyond The Body. Tomasz Gudzowaty in the eyes of Nan Goldin'. Göttingen : Steidl Verlag 2015. ISBN 978-3-95829-040-2
- 'Closer'. Göttingen : Steidl Verlag 2016. ISBN 978-3-95829-044-0
- 'Proof'. Göttingen : Steidl Verlag 2016. ISBN 978-3-95829-164-5
- 'Photography as a New Kind of Love Poem'. Göttingen : Steidl Verlag 2016. ISBN 978-3-95829-041-9
- 'Sumo. Are-Bure-Bokeh'. Berlin : Hatje Cantz 2022. ISBN 978-3-77575-195-7

## Najważniejsze nagrody
- 1999: World Press Photo, 1. miejsce w kategorii prezentacja natury – zdjęcie pojedyncze
- 1999: Nagroda w Konkursie Polskiej Fotografii Prasowej, w kategorii Świat, w którym żyjemy
- 2000: World Press Photo, 2. miejsce w kategorii prezentacja natury – zdjęcie pojedyncze
- 2003: World Press Photo, 2. miejsce w kategorii prezentacje sportu – reportaż
- 2003: World Press Photo, 1. miejsce w kategorii prezentacje sportu – zdjęcie pojedyncze
- 2005: Picture of the Year International nagroda za Polowanie z orłami w Mongolii
- 2006: World Press Photo, 3. miejsce w kategorii prezentacje sportu – reportaż
- 2007: Picture of the Year International nagroda za Punching Women
- 2007: Picture of the Year International nagroda za Kalari Payattu – Mother of Martial Arts
- 2009: World Press Photo, 3. miejsce w kategorii prezentacje sportu – zdjęcie pojedyncze
- 2011: Nagroda Stowarzyszenia Autorów ZAiKS w dziedzinie sztuk wizualnych[4]
- 2011: World Press Photo, 2. miejsce w kategorii Sports Stories za reportaż Mexico’s Car Frenzy
- 2012: World Press Photo, 3. miejsce w kategorii Sports Stories za reportaż Lucha Libre at La Loba